# Samba Traoré
Samba Traoré – burkiński dramat obyczajowy z 1992 roku w reżyserii Idrissy Ouédraogo, zrealizowany w ramach międzynarodowej koprodukcji.
Obraz uhonorowano Srebrnym Niedźwiedziem na 43. MFF w Berlinie (1993). Zdjęcia zrealizowano na terenie Burkina Faso z udziałem tamtejszych aktorów, którzy zagrali w miejscowym języku mossi. Jury berlińskiego festiwalu uzasadniło decyzję o wyróżnieniu filmu tym, iż realistycznie oddaje on codzienne życie mieszkańców tego afrykańskiego państwa.

## Zarys fabuły
Tytułowy bohater, Samba Traoré, dawno temu opuścił swą rodzinną wioskę na prowincji i przeniósł się do dużego miasta. Nie znalazł tam jednak miejsca dla siebie i ostatecznie skończył jako przestępca. Ścigany przez policję, wraca w rodzinne strony, starając się jednak skrzętnie ukryć swoje występki.

## Obsada
- Bakary Sangaré jako Samba
- Mariam Kaba jako jego matka
- Krin Casimir Traoré jako jego ojciec